# Município de Concord (condado de Delaware, Ohio)
Localização do Ohio nos E.U.A.
O município de Concord (em inglês: Concord Township) é um município localizado no condado de Delaware no estado estadounidense de Ohio. No ano 2018 tinha uma população de 10.462 habitantes.

## Geografia
O município de Concord encontra-se localizado nas coordenadas 40° 13′ 01″ N, 83° 08′ 47″ O. Segundo a Departamento do Censo dos Estados Unidos, o município tem uma superfície total de 57.79 km², da qual 54.71 km² correspondem a terra firme e (5.32%) 3.08 km² é água.

## Demografia
Segundo o censo de 2018, tinha 10.462 pessoas residindo no município de Concord.